# Babe Ruth
George Herman „Babe” Ruth, Jr. (Baltimore, Maryland, 1895. február 6. – New York, 1948. augusztus 16.)  amerikai baseballjátékos. 22 szezont játszott a Major League Baseballban (MLB) 1914 és 1935 között. A Boston Red Sox, a New York Yankees és a Boston Braves játékosa volt, aki karrierje során 714 hazafutást ért el. A baseball történetének egyik legnagyobb játékosa.

## Élete és pályafutása
Ruth Baltimore-ban született. Szülei a német-amerikai George Herman Ruth, Sr. és Katherine Schamberger voltak. Ritkán járt iskolába, inkább az utcán játszott vagy nagyapja műhelyében töltötte az időt. Szülei éjszakába nyúlóan vendéglőjükkel voltak elfoglalva, így nem tudtak megfelelően vigyázni gyermekükre. Hétévesen a St. Mary's Industrial School for Boys javítóintézetbe került, ahol Matthias Boutlier, egy római katolikus pap tanította és támogatta, hogy energiáit inkább a baseballra összpontosítsa.
Első hivatalos profi meccsét a Boston Red Sox-szal 1914. április 14-én játszotta a Buffalo Bisons ellen. Sikeres dobó (pitcher) volt a Boston Red Sox csapatában, mikor megvette a New York Yankees és külső-védőt (outfielder) csinált belőle. A Boston Red Sox csapatával háromszor volt World Series bajnok (1915, 1916, 1918).
Első szezonjában a New York Yankees-nél (1920) megdöntötte korábbi saját hazafutásainak számát és 57 hazafutást produkált. 1927-ben Ruth-nak 60 hazafutása volt, mellyel beállította az egy szezonban elért legtöbb hazafutás rekordját, melyet csak 1961-ben sikerült Roger Maris-nak túlszárnyalnia. A New York Yankees csapatával négyszer volt World Series bajnok (1923, 1927, 1928, 1932). Azon öt játékos között szerepelt, akiket 1936-ban elsőkként választottak be a Baseball Hírességek Csarnokába.

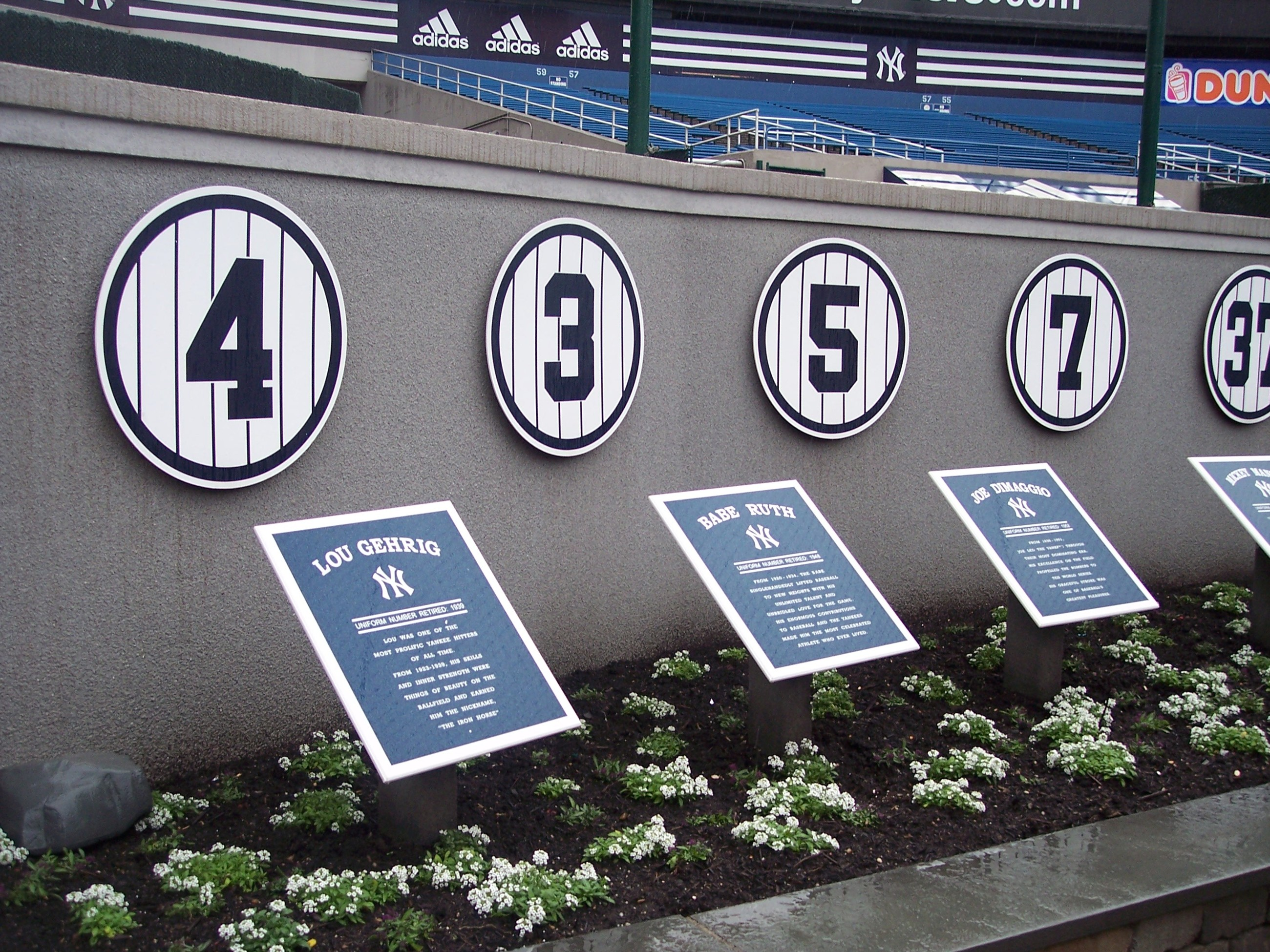
Emlékfal a Yankee stadionban

A New York Yankees-ben viselt 3-as számú mezét a csapat 1948-ban visszavonta.
Ruth kétszer házasodott. Első feleségét, Helen Woodfordot 1914. október 17-én vette feleségül. Szeretőjétől, Juanita Jenningstől született lányát Dorothyt, Helen Woodforddal örökbe fogadták. 1925 körül útjaik különváltak. Ruth második házasságát 1929. április 17-én kötötte a színésznő és modell Claire Merritt Hodgsonnal (1897–1976), akivel 1923-ban ismerkedtek meg és akinek egy lánya volt korábbi férjétől, Julia.
Ruth 1948. augusztus 16-án hunyt el gégerák következtében. Koporsójánál a Yankees stadionjában két nap alatt körülbelül 77 000 ember rótta le kegyeletét. A gyászmisét a New York-i Szent Patrik-székesegyházban tartották. Temetésén a Gate of Heaven Cemetery-ben (Hawthorne, New York) mintegy 75 000 ember vett részt. 1976-ban elhunyt második felesége, Claire Merritt Hodgson, akit Ruth mellé temettek.
Lánya, Dorothy Pirone és Chris Martens 1988-ban My Dad, The Babe: Growing up with an American Hero (Apám, Babe: Felnőni egy amerikai hőssel) címmel könyvet írt.
The Babe címmel életrajzi film készült 1992-ben John Goodman főszereplésével.

## Csapatai
- Boston Red Sox (1914–1919)
- New York Yankees (1920–1934)
- Boston Braves (1935)

## Fordítás
- Ez a szócikk részben vagy egészben  a   Babe Ruth című angol Wikipédia-szócikk ezen változatának fordításán alapul.  Az eredeti cikk szerkesztőit annak laptörténete sorolja fel. Ez a jelzés csupán a megfogalmazás eredetét és a szerzői jogokat jelzi, nem szolgál a cikkben szereplő információk forrásmegjelöléseként.
- Ez a szócikk részben vagy egészben  a   Babe Ruth című német Wikipédia-szócikk ezen változatának fordításán alapul.  Az eredeti cikk szerkesztőit annak laptörténete sorolja fel. Ez a jelzés csupán a megfogalmazás eredetét és a szerzői jogokat jelzi, nem szolgál a cikkben szereplő információk forrásmegjelöléseként.